# Elsa Faber von Bockelmann

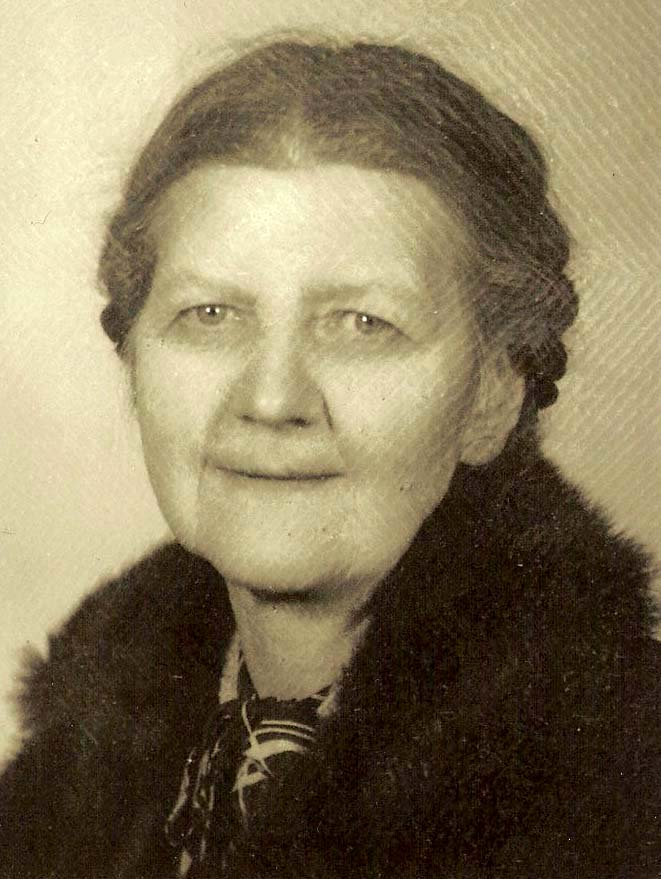
Elsa Faber 1948

Elsa Faber (* 4. Februar 1890 in Danzig als Elsa von Bockelmann; † 4. November 1980 in Göttingen), Künstlername Elsa Faber von Bockelmann, war eine deutsche Schriftstellerin und Märchendichterin.

## Leben
Elsa von Bockelmann wurde zunächst im Ersten Weltkrieg Krankenschwester und kam auf die Idee, neben ihrer Pflege den Verwundeten eigene Märchen zu erzählen, die sie später in Büchern und auf Schallplatte veröffentlichte.
Bereits nach dem Ersten Weltkrieg zog sie durch Ostpreußen und verdiente ihr Geld als Märchenerzählerin und wurde so in West- und Ostpreußen als Danziger Märchenfrau bekannt.
Elsa Faber war mit Walther Faber (Direktor des Danziger Real-Gymnasiums St. Johann und Bruder von Kurt Faber) verheiratet und hatte drei Töchter (Liselotte, Brigitte und Ruth).
Zu Ende des Zweiten Weltkriegs flüchtete sie mit der Familie nach Helmstedt in Niedersachsen. Ihr wurde der Kulturpreis Danzig verliehen.

## Werke
- Fern dem Alltag. Aus dem Wandertagebuch einer Märchenfrau, Verlag Erich Matthes Leipzig 1925
- Märchen, Verlag Erich Matthes Leipzig 1921 und 1922
- 12 Märchen für Kinder, Verlag E. Matthes Leipzig 1928
- Danziger Märchen, Danziger Verlagsgesellschaft mbH P.Rosenberg 1940. (Märchen vom Riesen Tullatsch, Danziger Goldwasser)
- Danzig-Vineta. Schilderungen ihrer Erinnerungen an die Endkämpfe um Danzig 1944–45 und an die Flucht nach Helmstedt, erschienen 1946
- Das Märchen vom Riesen Tullatsch (auf Schallplatte)